# طائرة مراقبة

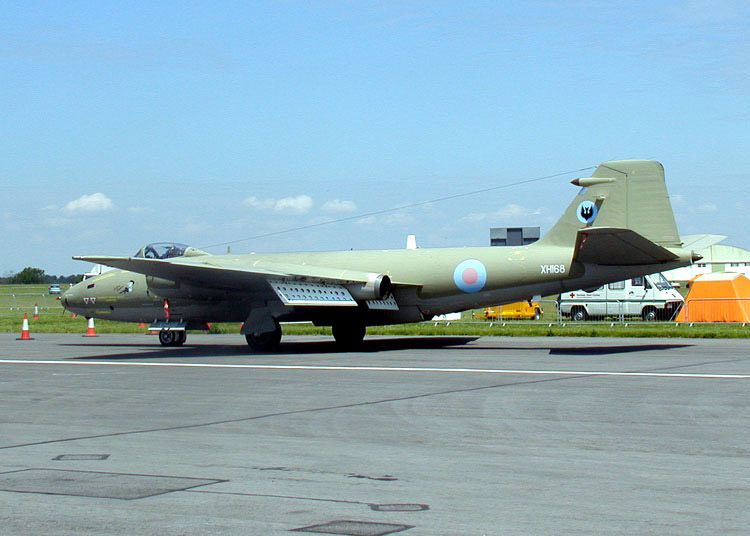
كانبرا بي آر 9 الكهربائية الإنجليزية طائرة إستطلاع فوتوغرافية

طائرة مراقبة هي طائرة عسكرية تستخدم لمراقبة نشاط العدو و جمع المعلومات الاستخبارية والمراقبة الجوية. تُستخدم هذه الطائرات بشكل رئيسي لمراقبة النشاطات العسكرية، الحدود، المواقع الاستراتيجية، والبيئات الطبيعية. تحتوي طائرات المراقبة على تقنيات متقدمة مثل الكاميرات ذات الدقة العالية، أنظمة الرادار، وأجهزة استشعار أخرى تساعد في جمع وتحليل البيانات. يمكن أن تكون هذه الطائرات مأهولة أو غير مأهولة (طائرات بدون طيار) ، تكون هذه الطائرات عادة غير مسلّحة.

## امثلة
1- Boeing E-3 Sentry (AWACS): طائرة إنذار مبكر وتحكم تستخدمها عدة دول في عمليات المراقبة الجوية وتنسيق العمليات العسكرية.
2- Lockheed U-2: طائرة استطلاع عالية الارتفاع تُستخدم لجمع المعلومات الاستخبارية والتقاط الصور من مسافات بعيدة.
3- Northrop Grumman RQ-4 Global Hawk: طائرة بدون طيار (درون) تستخدم في عمليات الاستطلاع الطويلة المدى والمراقبة المستمرة من ارتفاعات عالية.
4- Boeing RC-135: طائرة استطلاع تُستخدم لجمع المعلومات الاستخبارية الإلكترونية وتحليل الاتصالات.
5- General Atomics MQ-9 Reaper: طائرة بدون طيار (درون) متعددة المهام تُستخدم للمراقبة والاستطلاع والضربات الجوية.
6- Dassault Falcon 20: طائرة استطلاع واستخبارات تستخدمها بعض الدول للمراقبة البحرية والبحث والإنقاذ.